# فرودگاه هتل اورلئانز سن دنیس
فرودگاه هتل اورلئانز سن دنیس (به انگلیسی: Orléans – Saint-Denis-de-l'Hôtel Airport) یک فرودگاه غیرنظامی است که یک باند فرود آسفالت دارد و طول باند آن ۱۳۹۲ متر است. این فرودگاه در کشور فرانسه قرار دارد و در ارتفاع ۱۱۶ متری از سطح دریا واقع شده است.